# مرل ده بلای
مرل ده بلای (انگلیسی: Merel de Blaeij؛ زادهٔ ۲ دسامبر ۱۹۸۶) بازیکن هاکی روی چمن اهل هلند بود.